# École de la Sagrada Família
L'école de la Sagrada Familia est un édifice caractéristique du modernisme catalan construit en 1909 par l'architecte Antoni Gaudí, et situé dans l'enceinte de la Sagrada Família à Barcelone. Le petit édifice abritait l'école pour les enfants des ouvriers qui travaillaient sur le chantier ; il accueillit également d'autres enfants pauvres du quartier alors défavorisé. 
Gaudí le construisit sur un terrain destiné à accueillir la façade de la Gloire. Il prévoyait que ce terrain allait rester libre durant longtemps. Le bâtiment fut détruit et reconstruit à l'identique quelques mètres plus loin lors du début de la construction de cette façade, en 2002.

## Histoire
Le bâtiment fut construit à la suite d'une commande de l'Association de Dévots de Saint Joseph. Le promoteur principal était Gil Parés, premier prêtre de la Sagrada Familia, qui resta directeur de l'école jusqu'en 1930. Il suivit un temps les méthodes pédagogiques d'Andrés Manjón, puis à partir de 1915, celles de Maria Montessori.
Les écoles furent inaugurées le 15 novembre 1909 par l'évêque de Barcelone, Juan José Laguarda y Fenollera.

## Description
L'édifice de plain pied  est un rectangle de 10 x 20 mètres qui abrite trois salles, un vestibule et une chapelle ainsi que des toilettes dans une annexe accolée au bâtiment. La construction est faite de briquettes nues, posées en trois couches superposées suivant la technique de la voûte catalane. Les murs et les toits ont des formes ondulées qui confèrent à la structure un aspect très léger mais surtout une grande résistance. À l'extérieur se trouvaient trois zones couvertes de par des pergolas de fer forgé et destinées à des classes en plein air.
Les écoles subirent de graves dommages durant la guerre civile espagnole. Le bâtiment fut alors démonté par blocs et reconstruit postérieurement. 
Francesc Quintana se chargea de sa restauration en 1936-1937 avec de très maigres crédits qui engendrèrent du retard, puis une nouvelle intervention en 1943 fut confiée à Quintana. En 2002 le bâtiment fut déplacé de la zone où devait être construite la façade de la Gloire  vers l'extérieur du bâtiment, à l'angle des rues de Sardaigne et de Majorque.
Les écoles de la Sagrada Familia sont un exemple de génie architectural qui servit de source d'inspiration à de nombreux architectes pour leur simplicité, leur faible coût, leur résistance, leur originalité, leur fonctionnalité et leur pureté géométrique. Leurs formes ondulées furent appliquées par d'autres architectes dont Le Corbusier, Pier Luigi Nervi, Félix Candela et Santiago Calatrava.

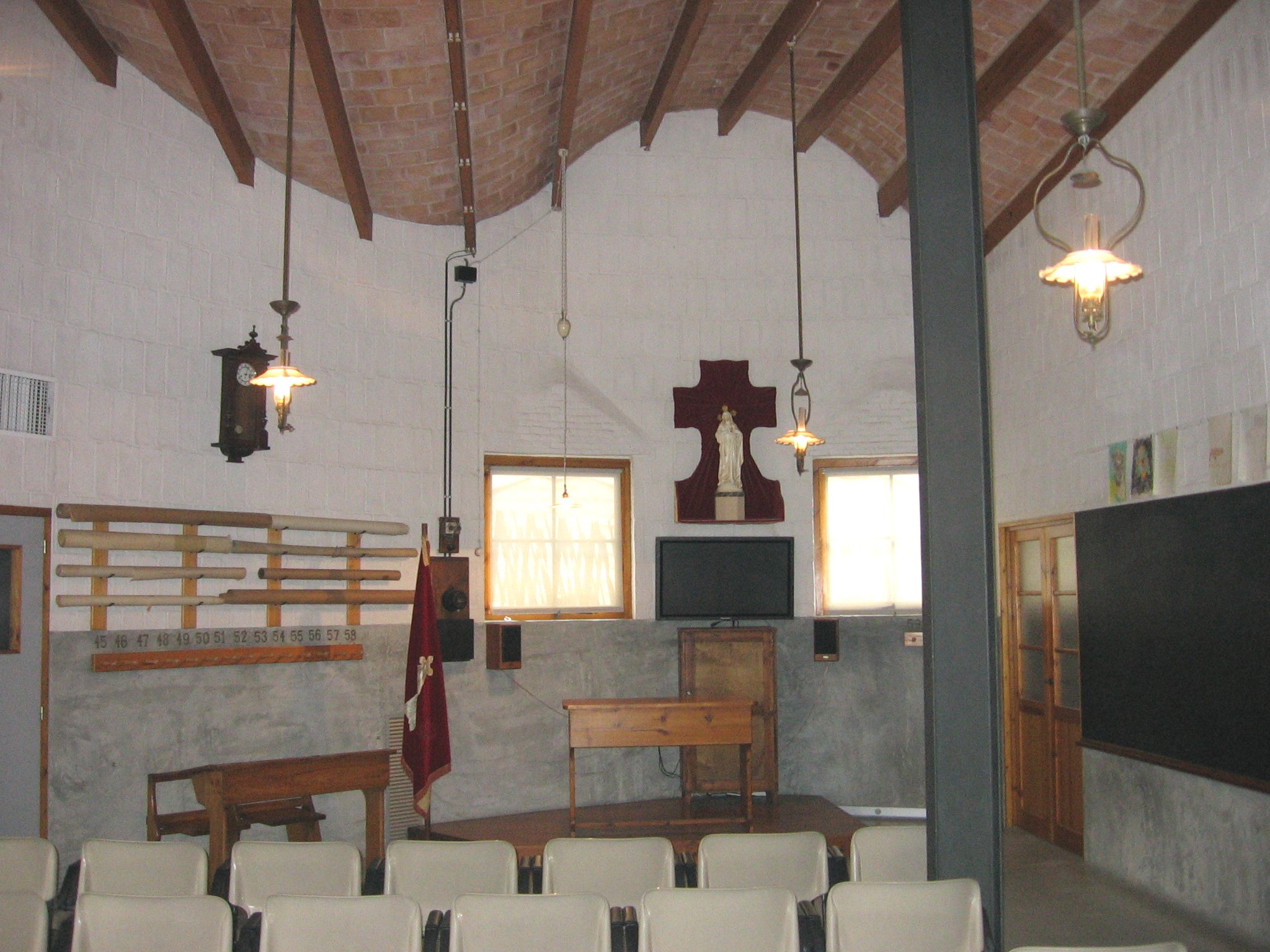
Intérieur de l’école.
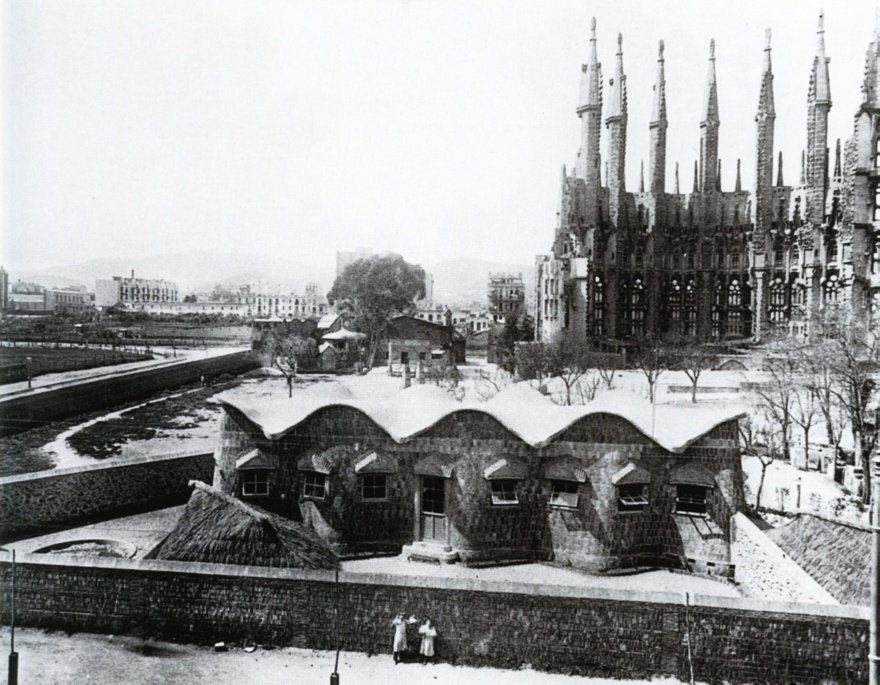
L'école en 1909.